# Piràmide del Sol
La piràmide del Sol és el major edifici arqueològic de la ciutat ameríndia de Teotihuacan i una de les més grans de Mesoamèrica, en l'actualitat a l'estat de Mèxic. Es troba sobre la calçada dels Morts, entre la piràmide de la Lluna i la Ciutadella. Va ser construït al voltant del 200 dC. Com altres edificacions mesoamericanes, està alineada amb els moviments del sol i la trama urbanística segueix aquesta ubicació.
Té unes dimensions de 225 m per 246 a la base i 75 m d'altitud. En volum total, és la tercera piràmide més gran del món. Es té la teoria que la piràmide venerava una deïtat de la societat de Teotihuacán. Al seu interior s'hi han trobat puntes de fletxa d'obsidiana i algunes figuretes votives humanes, així com restes d'enterrament que apunten a sacrificis humans.

## Nom

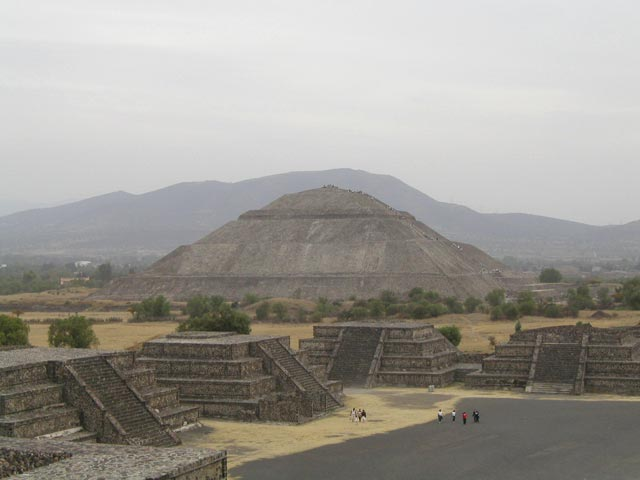
La piràmide del Sol

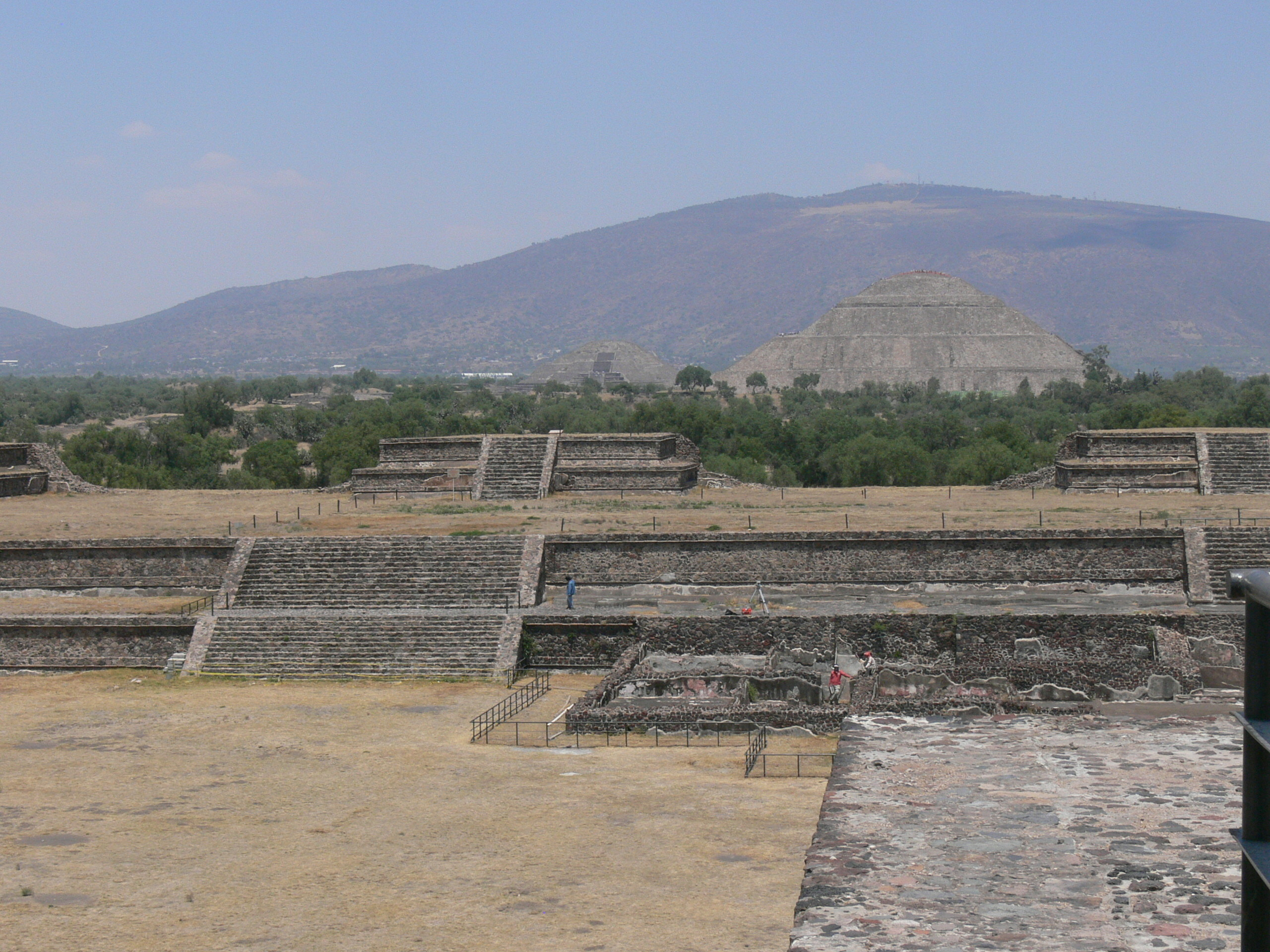
Piràmide del Sol a Teotihuacan

El nom Piràmide del Sol prové dels asteques, que van visitar la ciutat de Teotihuacan segles després que fos abandonada; es desconeix el nom que els teotihuacans van donar a la piràmide. Es va construir en dues fases. La primera fase de construcció, al voltant de l'any 200 dC, va portar la piràmide a gairebé la mida que té avui dia. La segona ronda de construcció va donar com a resultat una mida completa de 225 m d'amplada i 75 m d'alçada, cosa que la converteix en la tercera piràmide més gran del món, tot i que encara té una mica més de la meitat de l'alçada de la Piràmide de Quèops (146 metres). La segona fase també va veure la construcció d'un altar al cim de la piràmide que no ha sobreviscut fins als temps moderns.
Sobre l'estructura, els antics teotihuacans van acabar la seva piràmide amb guix de calç importat de les zones circumdants, sobre el qual van pintar murals de colors brillants. Tot i que la piràmide ha perdurat durant segles, la pintura i el guix no s'han vist ni són visibles. Caps i potes de jaguar, estrelles i cascavells de serp són algunes de les poques imatges associades amb les piràmides.
Es creu que la piràmide venerava una deïtat dins de la societat teotihuacana. Tanmateix, hi ha poques proves que donin suport a aquesta hipòtesi. La destrucció del temple a la part superior de la piràmide, tant per forces deliberades com naturals abans de l'estudi arqueològic del jaciment, ha impedit fins ara la identificació de la piràmide amb cap deïtat en particular.

## Història
Després de l'abandonament de la ciutat, la piràmide, tot i que molt degradada, va continuar dominant el paisatge i mai va ser oblidada. En època asteca, era un lloc de pelegrinatge. Durant el període colonial, la va visitar l'erudit Lorenzo Boturini. Afirma que, cap al 1675, Carlos de Sigüenza y Góngora «havia intentat perforar-la, però que la resistència del túmul li ho havia impedit». En va fer un plànol, que malauradament ha desaparegut. La investigació arqueològica recent ha desafiat el famós relat de Boturini. Sigüenza: de Sigüenza no hauria intentat perforar la superfície de la Piràmide del Sol, sinó la de la Piràmide de la Lluna.

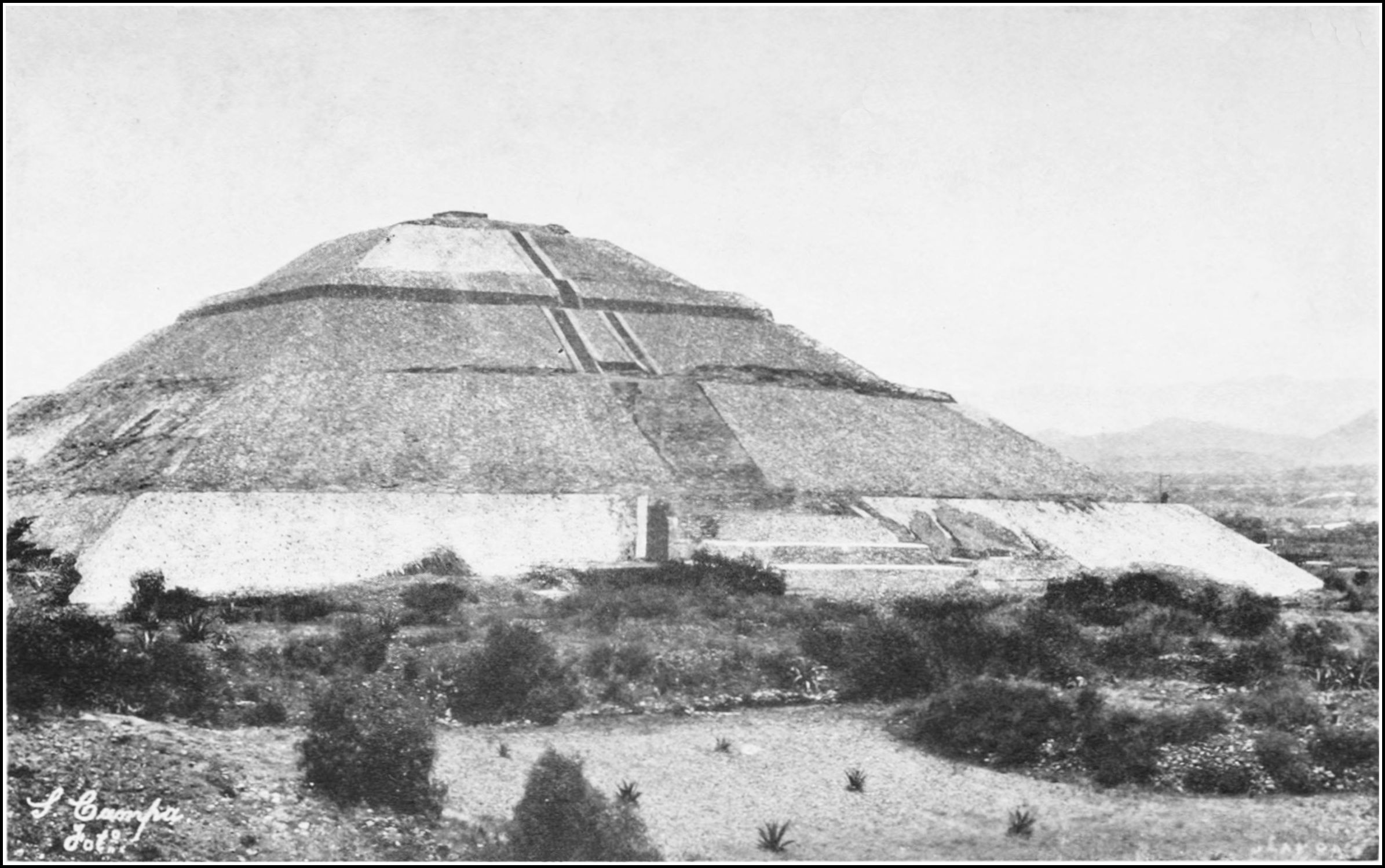
La Piràmide del Sol el 1910.

No va ser fins al segle xx que es van emprendre grans treballs arqueològics amb motiu de la celebració del centenari de la independència de Mèxic l'any 1910. A partir de 1905, l'arqueòleg Leopoldo Batres va netejar l'edifici. La seva obra va ser molt criticada pel seu successor Manuel Gamio: «La piràmide ha quedat desfigurada, ja que s'ha eliminat una capa de set metres de gruix a la banda sud, i de diversos gruixos a les altres...». Batres va emprendre llavors la reconstrucció de l'edifici, el resultat de la qual és visible avui en dia. L'any 1947 es va demostrar que estava equivocat, atès que l'edifici tenia originàriament quatre graus; Batres va afegir-ne un cinquè entre el tercer i el quart.
A la dècada de 1920, Gamio va fer cavar un túnel a la façana est de l'edifici. L'any 1933, Eduardo Noguero va ordenar l'excavació d'un altre túnel, de 116,5 m de llarg des de la façana oest.

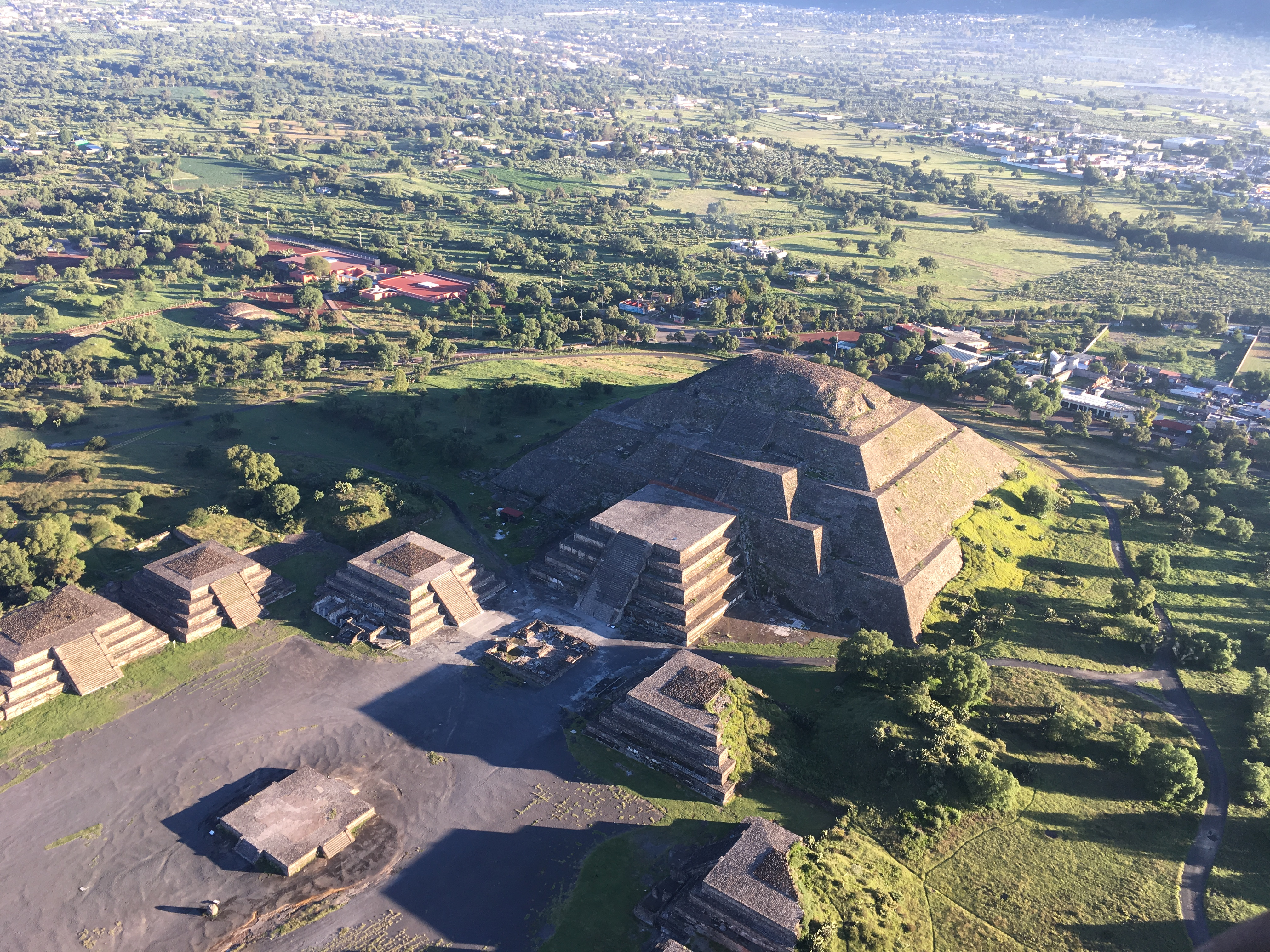
Conjunt monumental de la piràmide.

L'any 1959, les excavacions realitzades en els túnels interiors per René Millon van establir definitivament que la piràmide s'havia construït d'un sol cop. Si bé uns quants d'aquests túnels es van fer després de la caiguda de Teotihuacan i dels asteques, eventualment es van connectar a túnels i coves que es van fer durant els períodes d'aquestes civilitzacions. Les investigacions dirigides per Millon van revelar que la majoria dels túnels principals estaven segellats, i si això tenia un propòsit o no depèn de la interpretació. Als túnels de sota de la piràmide s'hi van recollir peces de ceràmica, fogueres i altres artefactes fets meticulosament. Millon i el seu equip creuen que les primeres interpretacions de les piràmides de Teotihuacan que consideren que van ser construïdes per esclaus són incorrectes a causa de l'artesania de la piràmide en si, així com de la popularitat de Teotihuacan entre els seus pobles. Les persones que van construir aquestes piràmides van tenir la motivació per a fer-ho, tant si van immigrar d'altres llocs de Mesoamèrica com si no.
Durant la creació d'un espectacle de so i llum l'any 1971, l'arqueòleg Ernesto Taboada va descobrir una entrada a una fossa de set metres de profunditat als peus de l'escala principal de la Piràmide del Sol. Tot i que els investigadors han pensat durant molt de temps que es tracta d'una cova natural, estudis més recents han establert que el túnel és antròpic.
Les coves i els sistemes de túnels sota la piràmide han estat investigats per uns quants arqueòlegs que han arribat a la conclusió que aquestes coves eren sagrades per a la gent de Teotihuacan, de la mateixa manera que les coves eren importants culturalment a Mesoamèrica. Diverses fonts apunten a diferents interpretacions sobre per què es va construir la Piràmide del Sol i què signifiquen realment els sistemes de coves que hi ha a sota segons el poble i la cultura de Teotihuacan.
L'interior de la Piràmide del Sol encara no s'ha excavat del tot.

## Característiques

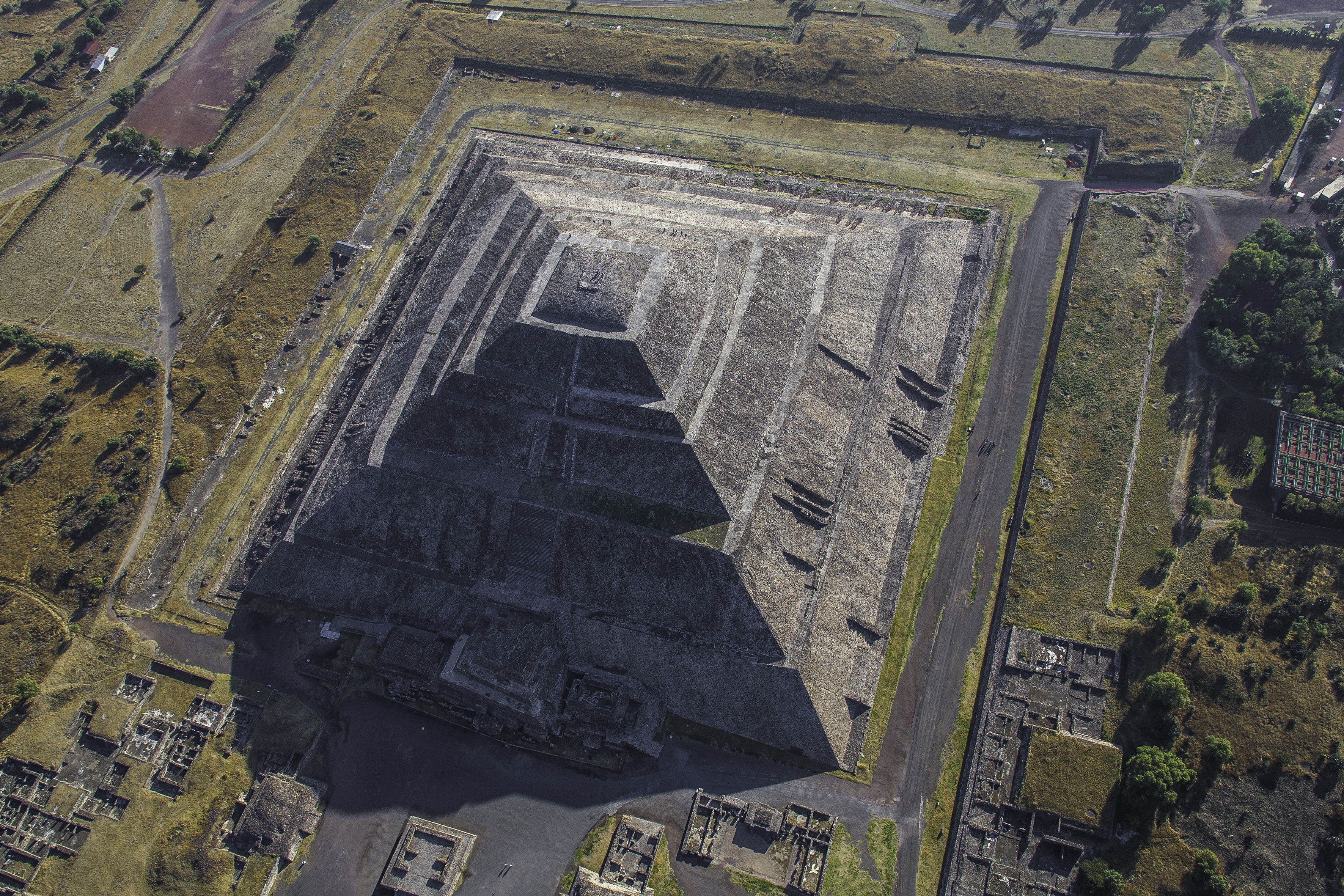
Vista aèria

El nom de Piràmide del Sol prové dels asteques, que van visitar la ciutat de Teotihuacan segles després que fos abandonada; es desconeix el nom que van donar els teotihuacans a la piràmide. Es va construir en dues fases. La primera etapa de construcció, al voltant de l'any 200 dC, va portar la piràmide gairebé a la mida que té avui. La segona fase de construcció va donar lloc a la seva mida completa de 225 metres d'ample i 75 metres d'alçada, convertint-la en latercera piràmide més gran del món darrere la gran piràmide de Cholula i la piràmide de Kheops (amb una mica més de la meitat de l'alçada total de la Gran Piràmide de Gizeh, que fa 146 metres). La segona fase també va veure la construcció d'un altar al cim de la piràmide que no ha sobreviscut fins als temps moderns.
Sobre l'estructura, els antics teotihuacans van acabar la seva piràmide amb guix de calç importat dels voltants, sobre el qual van pintar murals de colors brillants, tot i que avui en dia ni la pintura ni el guix ja no són visibles. Caps i potes de jaguar, estrelles i sonalls de serps es troben entre les poques imatges associades amb les piràmides.
Es creu que la piràmide venerava una deïtat dins la societat de Teotihuacan. Tanmateix, hi ha poques evidències que recolzin aquesta hipòtesi. La destrucció del temple a la part superior de la piràmide, tant per forces deliberades com per forces naturals abans que es pogués estudiar arqueològicament ha impedit la identificació de la piràmide amb qualsevol deïtat en particular.

### Mides de l'estructura, ubicació i orientació

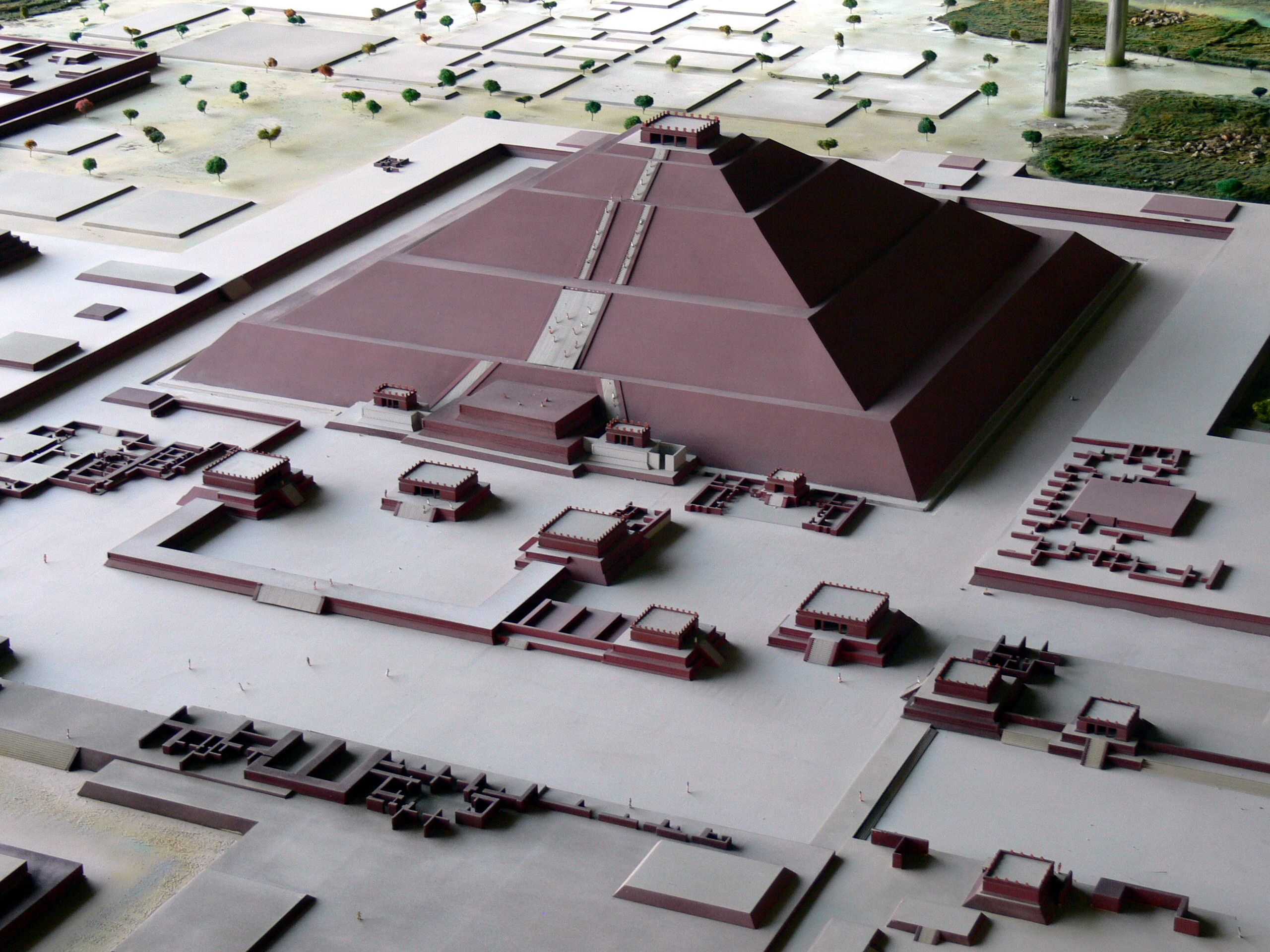
Model de la piràmide.

La piràmide es va construir en un lloc curosament seleccionat, des d'on va ser possible alinear-la tant amb el destacat Cerro Gordo al nord com, en direccions perpendiculars, amb sortides i postes de sol en dates concretes, registrades per una sèrie d'orientacions arquitectòniques a Mesoamèrica. Tota la part central de la quadrícula urbana de Teotihuacan, inclosa l'Avinguda dels Morts, reprodueix l'orientació de la Piràmide del Sol, mentre que la part sud presenta una orientació lleugerament diferent, dictada per la Ciutadella.
| Dimensió           | Valor |
| ------------------ | --- |
| Alçada             | 71.17 metres (233.5 ft)                                                                                  |
| Perímetre base     | 794.79 metres (2,607.6 ft)                                                                               |
| Costat             | 223.48 metres o 733.2 peus                                                                               |
| 1/2 costat         | 111.74 metres o 366.6 peus                                                                               |
| Angle de pendent   | 32.494 graus                                                                                             |
| Superfície lateral | 59,213.68 metres quadrats o 637,370.7 peus quadrats (assumeix una base quadrada perfecta i cares llises) |
| Volum              | 1,184,828.31 metres cúbics o 41,841,817 peus cúbics (assumeix una base quadrada perfecta i cares llises) |

## Excavacions sota la piràmide
El 1959, l'arqueòleg René Millon i el seu equip d'investigadors van ser uns dels primers grups d'arqueòlegs a estudiar el sistema de túnels sota la Piràmide del Sol. Tot i que alguns d'aquests túnels es van fer després de la caiguda de Teotihuacan i els asteques, finalment es van connectar amb túnels i coves que es van fer durant els períodes d'aquestes civilitzacions. Les investigacions dirigides per Millon van revelar que la majoria dels túnels principals estaven segellats, i si això tenia un propòsit o no depèn d'interpretació. Els túnels sota la piràmide van recollir peces de ceràmica, fogueres i altres artefactes meticulosament fets d'altres cultures que mostraven evidència en altres llocs de Teotihuacan. Millon i el seu equip finalment van concloure, a partir dels seus esforços de recerca i excavació, que la piràmide va ser construïda contínuament durant diversos períodes de temps per la gent de Teotihuacan, o que tota la piràmide va ser construïda durant un període de temps amb els seus fonaments i el sistema de coves fets per separat en un període de temps anterior. La divisió dels períodes de temps es deu al fet que diferents cultures tenen una influència expressiva en els artefactes trobats als túnels sota la piràmide. Millon i el seu equip creuen que les primeres representacions de les piràmides de Teotihuacan construïdes per esclaus són incorrectes a causa de l'artesania de la piràmide en si, així com de la popularitat de Teotihuacan entre la seva gent. Les persones que van construir aquestes piràmides tenien la motivació per fer-ho, tant si immigraven d'altres llocs de Mesoamèrica com si no.
El 1971, l'arqueòleg Ernesto Taboada va descobrir l'entrada d'un pou de set metres de profunditat al peu de l'escala principal de la Piràmide del Sol. Les coves i els sistemes de túnels sota la piràmide van ser investigats per diversos arqueòlegs que han conclòs que aquestes coves eren sagrades per als habitants de Teotihuacan de la mateixa manera que les coves eren importants interculturalment a Mesoamèrica. Diverses fonts apunten a diferents teories d'interpretació sobre per què es va construir la Piràmide del Sol i què signifiquen realment els sistemes de coves que hi ha a sota segons el poble i la cultura teotihuacans.
La cova que hi ha just sota la piràmide es troba sis metres sota el centre de l'estructura. Originalment es creia que era un tub de lava format naturalment i es va interpretar com possiblement el lloc de Chicomoztoc, el lloc d'origen humà segons les llegendes nahuas. Excavacions més recents han suggerit que l'espai és artificial i que podria haver servit com a tomba reial. Recentment, els científics han utilitzat detectors de muons per intentar trobar altres cambres a l'interior de la piràmide, però un saqueig substancial ha impedit el descobriment d'una funció per a les cambres a la societat teotihuacana.
Com que no hi ha restes òssies ni carbó vegetal a la cova, a causa d'antics actes vandàlics, és impossible datar l'ús més antic del lloc amb finalitats rituals o per a ritus de pas. Les ceràmiques i els discs podrien haver estat col·locats aquí segles després de la conversió del túnel natural en un santuari. Atesa la posició de la piràmide sobre la gruta, sembla que la cova era el punt focal i no una coincidència accidental, i que podria haver determinat el lloc per a la construcció d'un lloc de culte primitiu i després de la piràmide.“
Com ha dit Heyden, els arqueòlegs tenen clar que la cova construïda sota la Piràmide del Sol no es va construir accidentalment. De fet, la cova en si té una importància astronòmica en relació amb el poble asteca i la seva religió. La cova era un símbol de la creació, de la vida mateixa; un tema al llarg de la història religiosa de Mesoamèrica. Les coves en si mateixes es van convertir en un aspecte crucial de la mitologia mesoamericana, ja que es creia que diferents grups ètnics sorgien de coves i cavitats. Així, les coves es consideraven les úters de la Terra. A més, els arqueòlegs han descobert un gran nombre de glifs que utilitzen el símbol de les coves, cosa que indica la seva importància. Diversos déus i deïtats s'associen amb coves com ara Tepeyolotl, una deïtat de la Terra, i el déu del foc, Xiuhtecuhtli, que es creia que anomenava la seva morada una cova al centre de la Terra. Això ajudaria a explicar per què les coves es van convertir en un lloc per a pràctiques i ofrenes religioses. Per exemple, a la festa d'Etzalcualiztli, es sacrificava un calendari que celebrava l'ofrena religiosa que representava Tlàloc, el déu de la pluja, i després es col·locava en una cova.
La Piràmide del Sol, construïda sobre la cova sagrada descrita a l'excavació anterior, es va convertir en un punt central per a la societat, ja que estava situada al Carrer dels Morts. Més important que la seva ubicació física, el disseny de la ciutat de Teotihuacan incorporava alineacions dictades per l'orientació astronòmicament significativa de la Piràmide del Sol. El cim de la piràmide es va construir per alinear-se amb l'horitzó per tal de servir com a marcador natural de la posició del sol durant els quarts de dia asteques de l'any. Per tant, aquesta cova és més important que la majoria en la cultura i la religió asteques. S'ha determinat que aquesta cova va ser construïda a principis de la història de Teotihuacan com a santuari que més tard va ser coberta amb la Piràmide del Sol. El lloc d'aquest santuari va servir com a lloc cerimonial per al poble asteca, ja que contenia una important història religiosa per a la ciutat de Teotihuacan.

## Objectes recuperats
S'han trobat pocs amagatalls de material dins i al voltant de la piràmide. A l'interior de la piràmide s'hi han descobert puntes de fletxa d'obsidiana i figuretes humanes, i s'han trobat objectes similars a les properes piràmides de la Lluna i de la Serp Emplomada a la Ciutadella. Aquests objectes poden haver representat víctimes de sacrifici. Un artefacte històric únic descobert prop dels peus de la piràmide a finals del segle xix va ser l'Ocelot de Teotihuacan, que ara es troba a la col·lecció del Museu Britànic. A més, s'han trobat enterraments de nens en excavacions a les cantonades de la piràmide. Es creu que aquests enterraments formaven part d'un ritual sacrificial dedicat a la construcció de la piràmide.